# Chūjirō Hayashi
 (janvier 2023).
Si vous disposez d'ouvrages ou d'articles de référence ou si vous connaissez des sites web de qualité traitant du thème abordé ici, merci de compléter l'article en donnant les références utiles à sa vérifiabilité et en les liant à la section « Notes et références ».
Chūjirō Hayashi (林 忠次郎, Hayashi Chūjirō), né le 15 septembre 1879, il meurt le 10 mai 1940. De nationalité japonaise, il est considéré comme l'un des principaux élèves de Mikao Usui (fondateur du Reiki).
Hayashi est officier dans la marine impériale japonaise et chirurgien ;  En 1925, à l'âge de 47 ans, il devient maitre Reiki après avoir terminé la formation complète des 3 degrés du Reiki auprès de Mikao Usui. Il utilise dès lors le Reiki pour traiter ses patients et ouvre une clinique Reiki à Tokyo.
Hayashi a initié entre 13 et 16 maîtres dont Hawayo Takata, une Américaine d'origine japonaise, née à Hawaï, qui va amener le Reiki aux USA, dans les années 1950.
Chūjirō Hayashi met fin à ses jours par le rituel de seppuku. Il aurait dû espionner les Américains à Honolulu, pour le compte du Japon, mais il refusa,  ce qui fit de lui un traître à sa patrie. Alors, pour laver l'honneur de sa famille il se fait seppuku en présence de ses proches, ce que révélera plus tard Hawayo Takata.